# Ivo Muser
Ivo Muser (Brunico, 22 de fevereiro de 1962) - padre católico italiano, bispo de Bolzano-Bressanone desde 2011.

## Biografia
Nasceu em Brunico, na província autônoma de Bolzano e na diocese de Bolzano-Bressanone, em 22 de fevereiro de 1962. É o terceiro filho de uma família de origem modesta: a mãe de Gais, o pai, Giobatta, que imigrou de Timau em Cárniaa..

### Formação sacerdotal e ministério
Depois de frequentar a escola primária em Gais e o ensino médio e ginásio humanístico em Brunico, é aluno do Collegium Canisianum e estuda na Faculdade de Teologia da Universidade de Innsbruck.
Em 25 de maio de 1986 foi ordenado diácono por Dom Heinrich Forer, enquanto em 28 de junho de 1987 foi ordenado sacerdote por Dom Wilhelm Egger.
Durante dois anos foi cooperador em Dobbiaco, antes de se tornar secretário particular de Dom Wilhelm Egger, até 1991.
Tendo obtido o doutorado em teologia dogmática na Pontifícia Universidade Gregoriana de Roma, de 1995 a 1996 foi pai espiritual do Seminário Menor Vinzentinum e, desde 1995, professor do estudo teológico acadêmico de Bressanone.
De 1996 a 2010 foi reitor do Seminário Maior e, desde 1997, responsável pela formação dos diáconos permanentes de língua alemã e ladina.
Em 2002 foi nomeado cônego da catedral de Bressanone e, em 2005, reitor do capítulo.

### Ministério episcopal

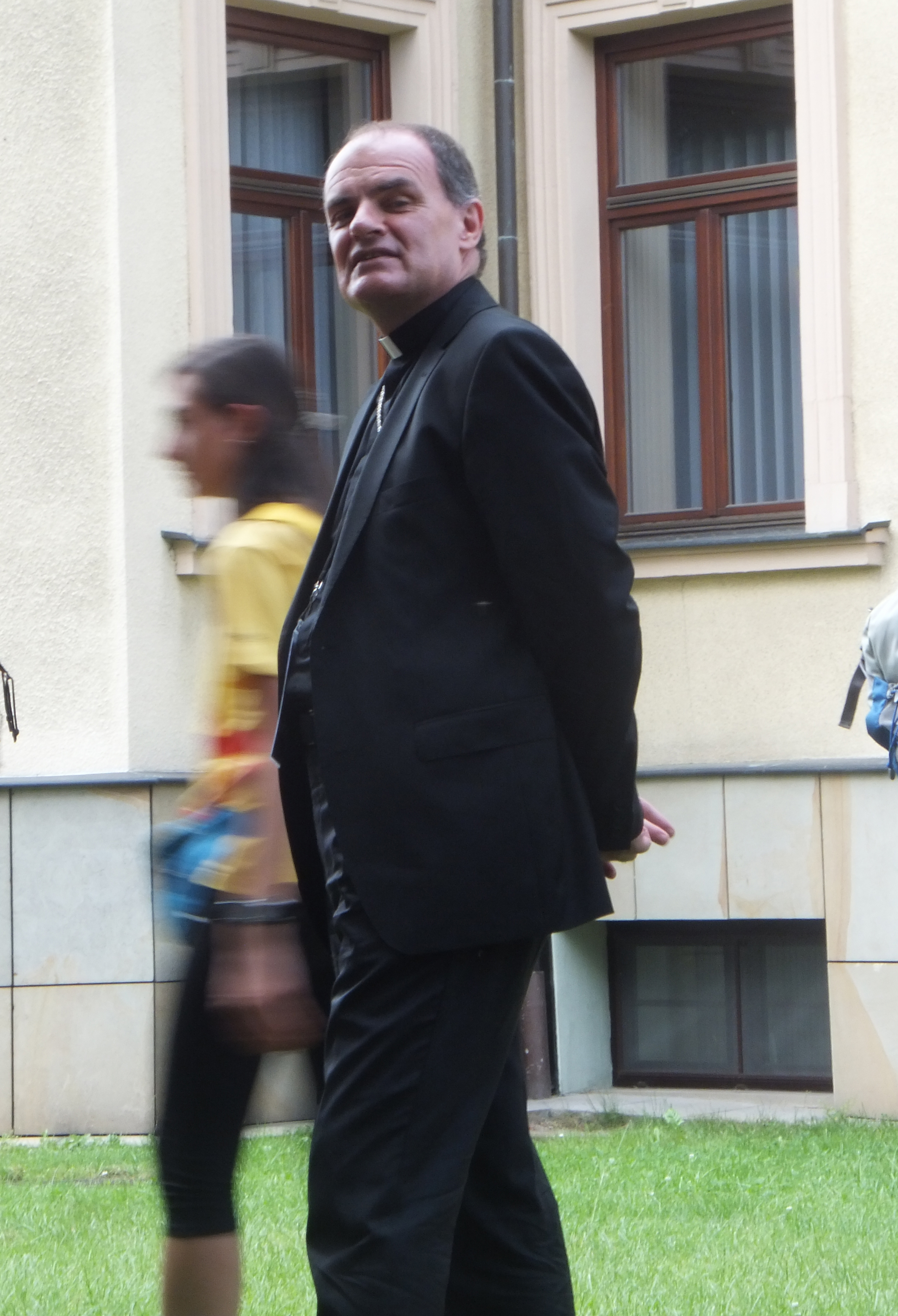
Ivo Muser em Cracóvia durante a Jornada Mundial da Juventude de 2016.

Em 27 de julho de 2011, o Papa Bento XVI nomeou-o bispo de Bolzano-Bressanone; sucede a Karl Golser, que renunciou por motivos de saúde. . No dia 9 de outubro seguinte recebeu a ordenação episcopal, na catedral de Bressanone, do Arcebispo Luigi Bressan, co-consagrando os Bispos Karl Golser e Manfred Scheuer. Na mesma celebração toma posse da diocese.
No momento da sua ordenação, ele parece ser o mais jovem ordinário diocesano italiano, sem levar em conta Dom Pietro Vittorelli, abade mitrado da abadia territorial de Montecassino, também ordinário, mas não agraciado com a dignidade episcopal, que renunciou em junho de 2013..
Desde 24 de maio de 2016 é vice-presidente da Conferência Episcopal Triveneta.
Em 8 de dezembro de 2017 consagrou a diocese a Maria.

### Posições teológicas, morais e sociais
Ivo Muser manifestou-se de imediato a sua opinião relativamente à prática da cremação dos falecidos, contra a preservação pessoal das urnas cinerárias e a dispersão das cinzas.
Em 31 de dezembro de 2012 anunciou um sínodo diocesano, que se realizou de novembro de 2013 a dezembro de 2015, mas que conduziu a resultados considerados insípidos.
Por ocasião do Dia Mundial de Combate à AIDS, o dia 1 de dezembro de 2017 manifesta-se contra o uso de contracetivos.
As investigações sobre abusos sexuais em sua diocese, iniciadas por seu antecessor Karl Golser, não são realizadas de forma sistemática por ele, suscitando críticas.

## Ordenações

### Ordenações episcopais
Foi o consagrante principal
- Michele Tomasi (2019)

E foi consagrante de:
- Lauro Tisi (2016)
- Giovanni Pietro Dal Toso (2017)